# 벡터 양자화
벡터 양자화(Vector quantization, VQ)는 프로토타입 벡터의 분포를 통해 확률 밀도 함수를 모델링할 수 있는 신호 처리의 고전적인 양자화 기술이다. 원래는 데이터 압축에 사용되었다. 이는 큰 점 세트(벡터)를 가장 가까운 점의 개수가 거의 동일한 그룹으로 나누는 방식으로 작동한다. 각 그룹은 K-평균 알고리즘 및 기타 클러스터링 알고리즘에서와 같이 중심점으로 표시된다. 간단히 말해서, 벡터 양자화는 더 큰 점 집합을 나타내기 위해 점 집합을 선택한다.
벡터 양자화의 밀도 매칭 속성은 특히 크고 고차원 데이터의 밀도를 식별하는 데 강력한다. 데이터 포인트는 가장 가까운 중심의 인덱스로 표시되므로 일반적으로 발생하는 데이터는 오류가 낮고 드물게 발생하는 데이터는 오류가 높다. 이것이 VQ가 손실이 있는 데이터 압축에 적합한 이유이다. 손실이 있는 데이터 수정 및 밀도 추정에도 사용할 수 있다.
벡터 양자화는 경쟁 학습 패러다임을 기반으로 하므로 자기 조직화 맵 모델 및 오토인코더와 같은 딥 러닝 알고리즘에 사용되는 스파스 코딩 모델과 밀접한 관련이 있다.

## 같이 보기
- 음성 부호화
- Vorbis
- 보로노이 다이어그램
- 부호율-변형 이론
- 클러스터 분석
- 영상 분할
- K-평균 알고리즘
- 오토인코더
- 딥 러닝